# Återkomsten (film)
Återkomsten (ryska: Возвращение, Vozvrasjtjenije) är en rysk dramafilm från 2003 i regi av Andrej Zvjagintsev.
Filmen vann Guldlejonet vid filmfestivalen i Venedig, Nika för bästa film i Ryssland, och i Sverige Guldbaggen för bästa utländska film 2004. Den var Rysslands bidrag till Oscar för bästa icke-engelskspråkiga film, men blev inte nominerad.

## Handling
Filmen handlar om hur fadern (spelad av Konstantin Lavronenko) till de två pojkarna Andrej (Vladimir Garin) och Ivan (Ivan Dobronravov) kommer hem efter att ha varit borta under större delen av deras liv, och hur han försöker skapa en nära relation med pojkarna.

## Rollista
- Vladimir Garin – Andrej
- Ivan Dobronravov – Ivan (Vanja)
- Konstantin Lavronenko – Far
- Natalia Vdovina – Mor

## Om filmen
Filmens spelades in vid sjön Ladoga och i området kring Finska viken.
16-årige Vladimir Garin, som spelar den äldre brodern Andrej i filmen, avled genom en drunkningsolycka efter att filmen var färdiginspelad och två månader före världspremiären.